# Ты — одна любовь
Ты — одна любовь — второй студийный альбом вокально-инструментального ансамбля «Сябры», выпущенный в 1980 году компанией «Мелодия» на виниловом диске-«гиганте».

## Об альбоме
Все песни были написаны в 1979 году, кроме «Девушки из Полесья», созданной годом ранее. На оборотной стороне обложки альбома, кроме списка песен на русском и английском языках и оформленных фотографий А. Ярмоленко и В. Бадьяровa, размещено обращение к слушателям от композитора Олега Иванова.

## Список композиций
| №   | Название                     | Текст песни                              | Музыка              | Длительность |
| --- | ---------------------------- | ---------------------------------------- | ------------------- | ------------ |
| 1.  | «Есть на свете ты»           | М. Пляцковский                           | О. Иванов           |              |
| 2.  | «Глаза любимых»              | Андрей Богословский                      | Андрей Богословский |              |
| 3.  | «Васильки во ржи»            | Анатолий Поперечный                      | Н. Черёмушкин       |              |
| 4.  | «Я казаў сваёй дзяўчыне»     | А. Белевич                               | Николай Сацура      |              |
| 5.  | «Ты — одна любовь»           | стихи Афанасия Фета                      | Валентин Бадьяров   |              |
| 6.  | «Для двоих»                  | Виктор Гин                               | Валентин Бадьяров   |              |
| 7.  | «Высокие звёзды»             | Расул Гамзатов (перевод — Я. Козловский) | Игорь Лученок       |              |
| 8.  | «Не пугайте седых журавлей»  | В. Ашеулов                               | Николай Сацура      |              |
| 9.  | «Дазволь цябе любіць»        | стихи Змитрока Бядули                    | Валентин Бадьяров   |              |
| 10. | «Девушка из Полесья (Олеся)» | Анатолий Поперечный                      | О. Иванов           |              |

## Участники записи
Все композиции были записаны в аранжировках Валентина Бадьярова, кроме «Не пугайте седых журавлей». Солировали Виталий Червонный (композиции № 2, 3, 6, 9), Анатолий Ярмоленко (композиции № 1, 5, 8, 10) и Владимир Шалько (композиции № 4, 7).